# Árvore-orquídea
A Árvore-orquídea (Bauhinia monandra) é uma árvore anã.
As Bauhinias receberam este nome em honra dos irmãos Bauhin, botânicos suiços do século 16-17.
As suas características folhas de lóbulos geminados, dão-lhe um aspecto claramente tropical. O nome da espécie 'monandra' refere-se ao facto de possuirem apenas um estame.

## Cultivo
As Bauhinias devem ser fertilizadas pelo menos uma vez por ano. São sensíveis à clorose, devendo ser tratadas com quelato de ferro.
Ainda que não seja normalmente necessário, podem ser podadas após a floração.
Propagação por semente, muito raramente por estaca.

## Sinónimos
Asas de anjo, flor borboleta, pluma de Napoleão, pata de vaca, orquídea dos pobres.

## Habitat
Nativa muito provavelmente de Madagascar, cultivada em todas as regiões tropicais como planta decorativa. Cresce em solos secos e pobres.

## Floração
Floresce no inverno e início da primavera. A floração é espectacular, a árvore fica coberta de flores que parecem orquídeas. As flores dão origem a vagens que amadurecem no outono.

## Bauhinia monandra

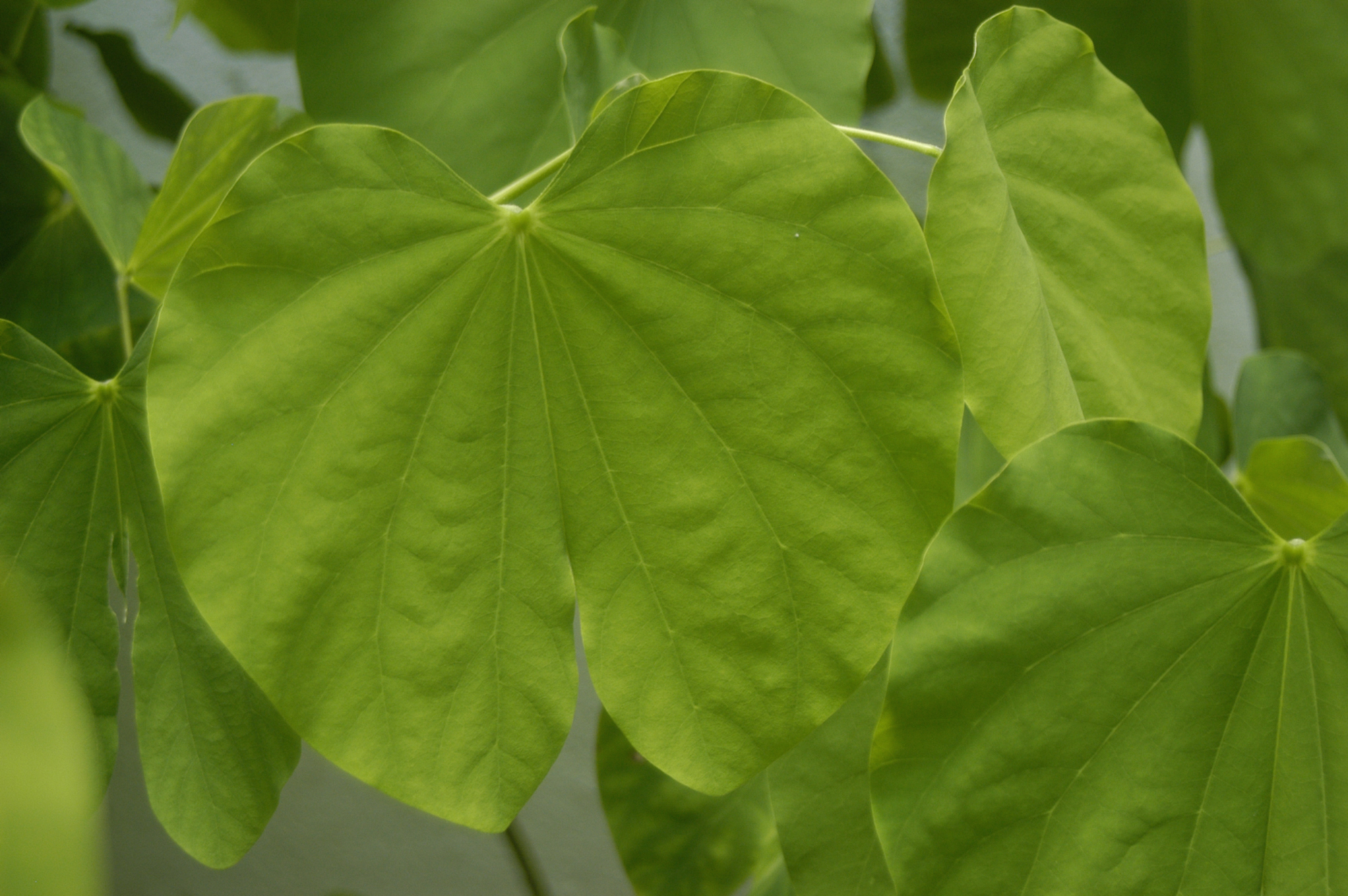
Lauro de Freitas, Bahia
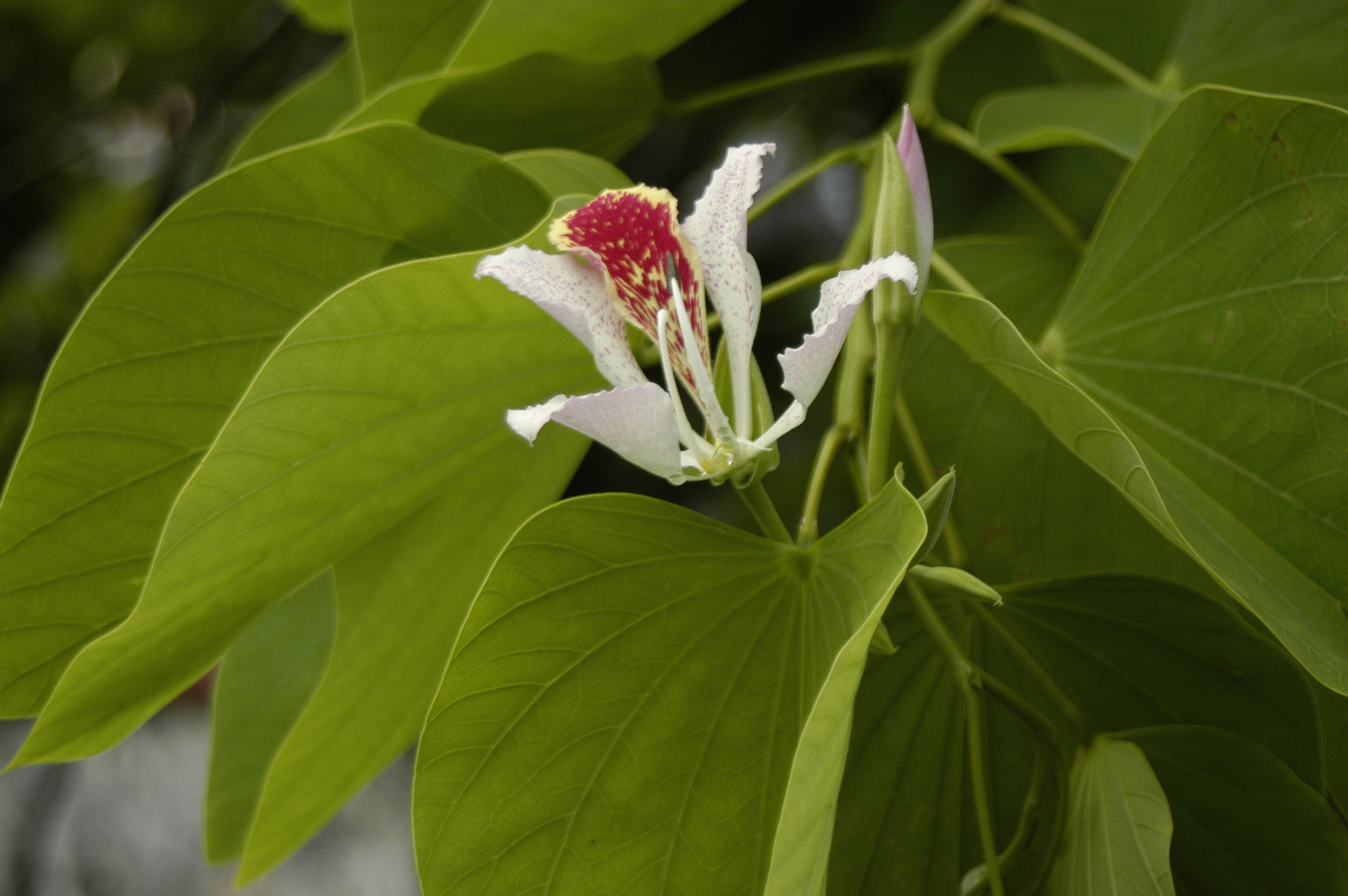
Lauro de Freitas, Bahia
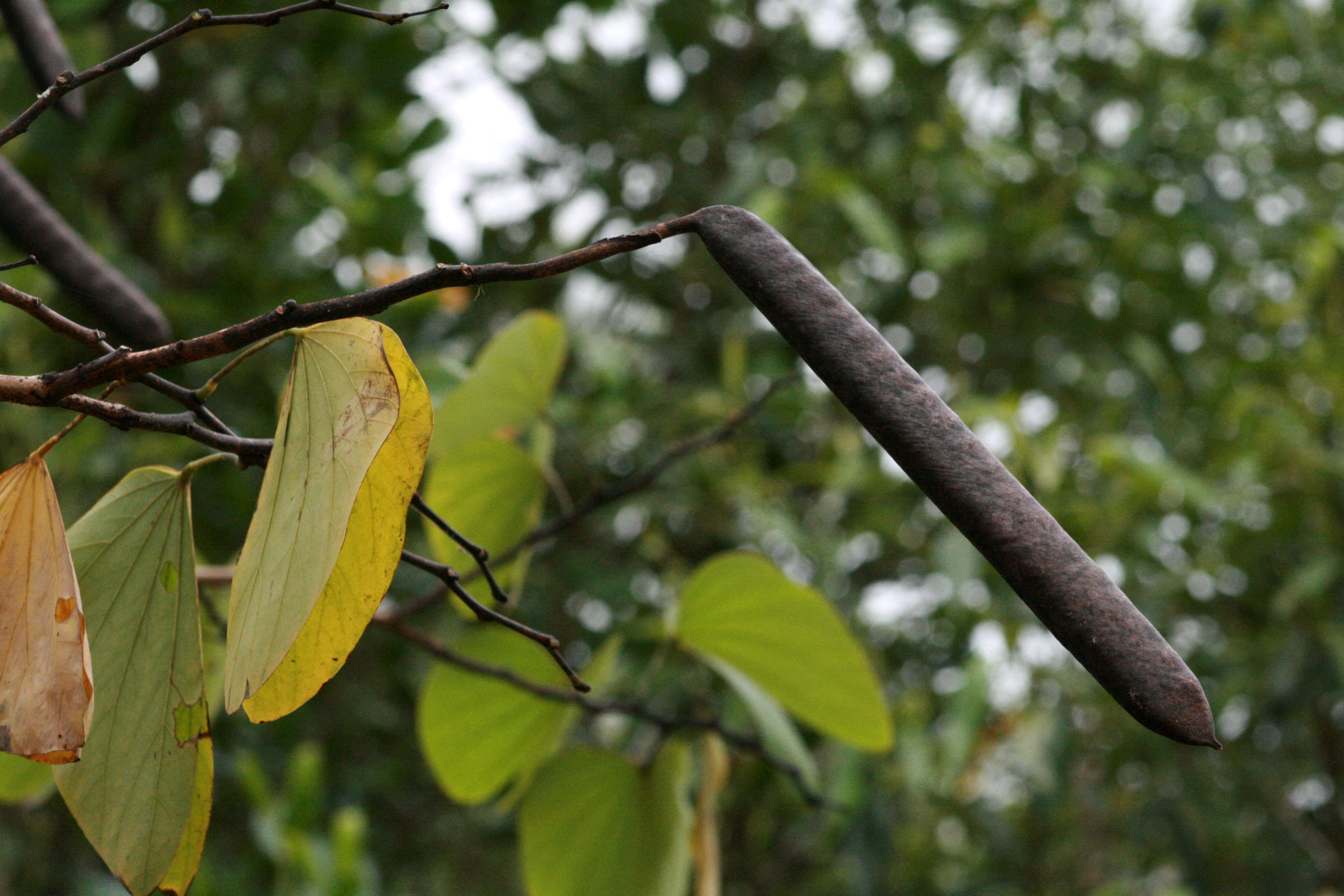
Cairns botanical gardens Austrália
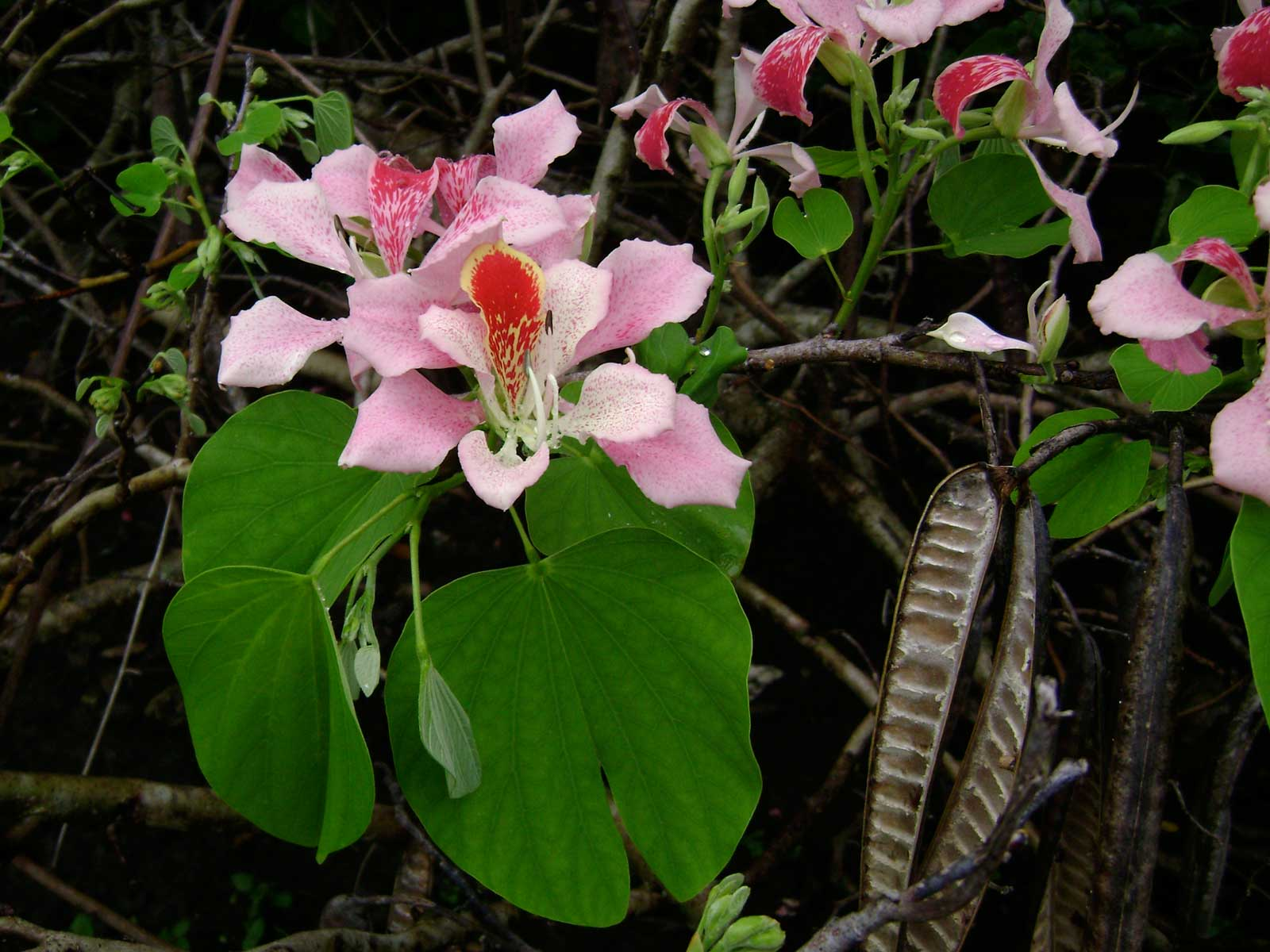
Tonga (O. Pacífico do Sul)